# De Pijp

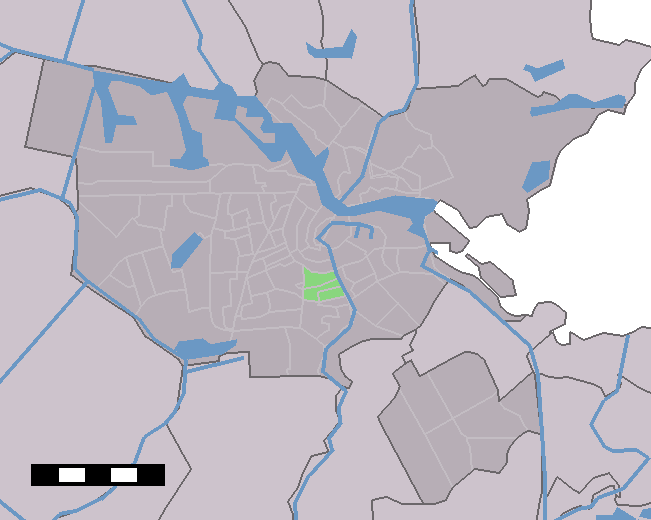
De Pijp i Amsterdam.

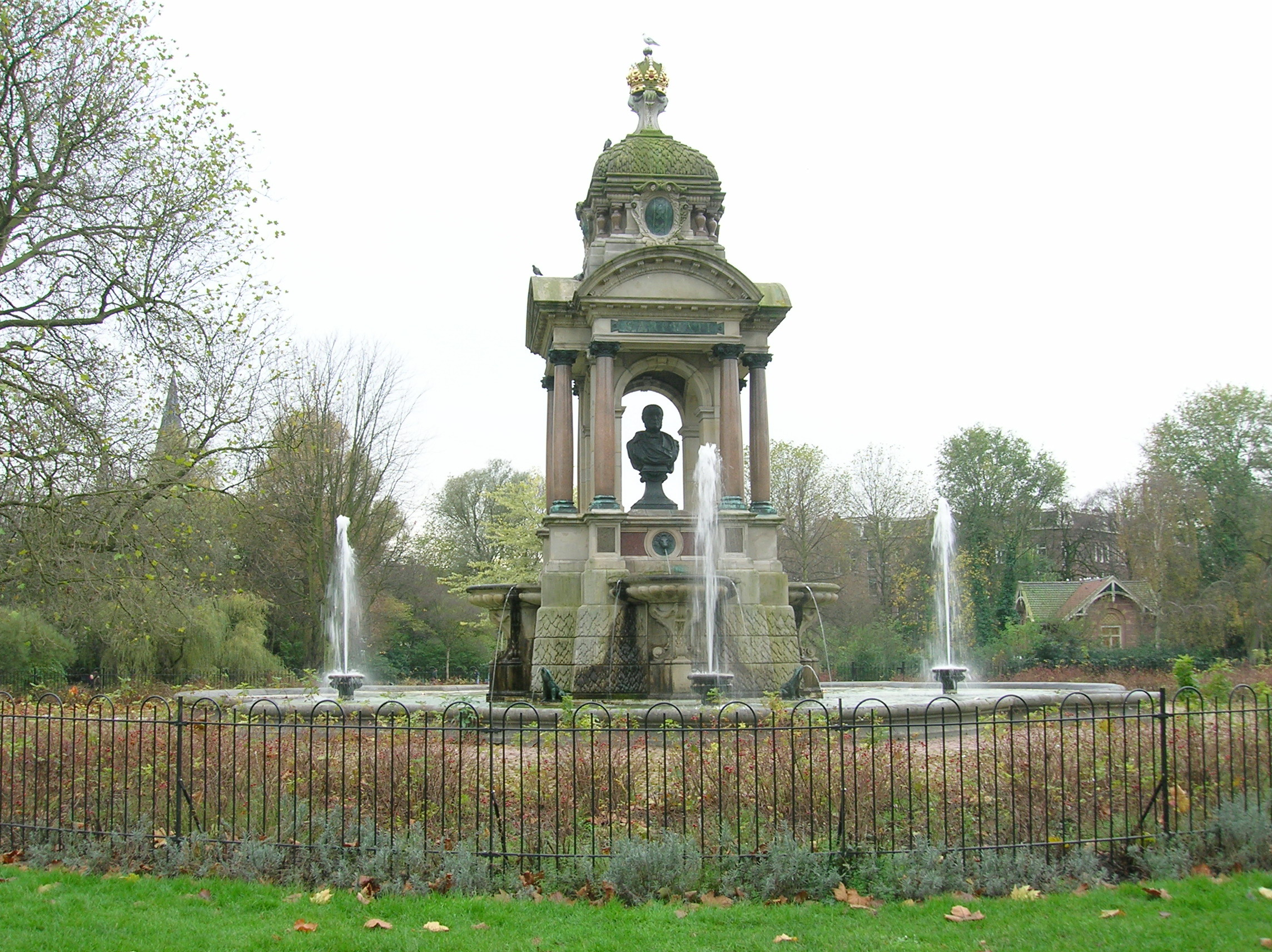
Sarphatipark i De Pijp.

De Pijp är en stadsdel i Amsterdam med 33 120 invånare (2009).